# Alfred de Gramont
Alfred de Gramont, né le 24 septembre 1856 à Turin et mort le 11 mai 1915 à Paris, est un gentilhomme français, membre de la célèbre famille de Gramont. C'est un mémorialiste auteur d'un Journal qui évoque de nombreux personnages qui inspirèrent Marcel Proust pour sa Recherche du temps perdu.

## Biographie

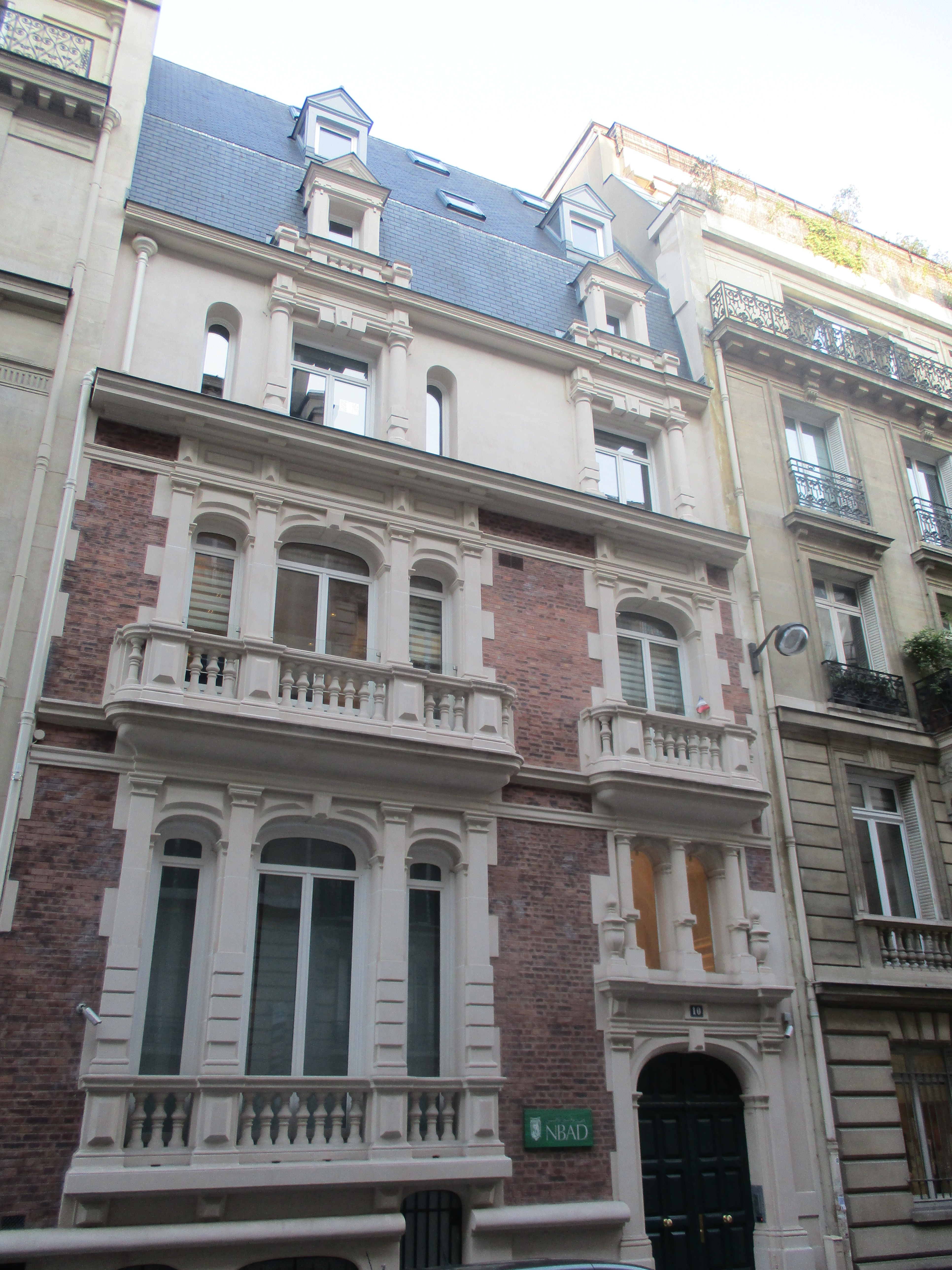
Ancien hôtel particulier du comte de Gramont, rue Magellan (Paris, 8e).

Alfred de Gramont est le fils cadet du duc Agénor de Gramont (1819-1880), ambassadeur, et de son épouse, née Emma Mackinnon, issue d'une ancienne famille de la noblesse écossaise. Il fait ses études chez les jésuites, au collège Vaugirard de Paris, puis au Stonyhurst college en Angleterre. Il est ensuite élève à Saint-Cyr, passe dans différentes garnisons (Caen, Lunéville, Saint-Cloud) et donne sa démission de l'armée en 1891, année où il achète le château de Magnanville, près de Paris.
Il épouse le 2 août 1882, en l'église Saint-Philippe-du-Roule, Marguerite Sabatier avec qui il a deux enfants, Guilhem (1883-1904) dont la mort à vingt-et-un ans de tuberculose brise le cœur de ses parents, et une fille, Claude (1885-1973), dont le premier mariage avec le prince Léon Radziwill, dit Loche, provoque le scandale, du fait des mœurs du mari, et se termine aussitôt par une annulation en cour de Rome. Elle épouse en 1918 en secondes noces, après la mort de son père, le prince Marc Galitzine, union restée sans enfants.
Le comte de Gramont est moins fortuné que ses frères et que sa sœur qui ont contracté de riches mariages, mais il partage son existence entre son château de Magnanville et son hôtel particulier du 10, rue Magellan, à Paris.
Le comte de Gramont est l'archétype de l'aristocrate français de la Belle Époque. Il appartient au Jockey Club et possède l'idéal de la famille, une conception chrétienne de la France, même s'il ne fait pas partie du clan des cléricaux et un esprit patriotique. Il respecte avant tout l'amitié, la franchise, et goûte les joies de la nature. Il méprise l'esprit bourgeois et les parvenus et se méfie des financiers et des jeux de la Bourse. Il est aussi obsédé, surtout après le désastre matrimonial de sa fille, des alliances permettant à l'aristocratie de maintenir son rang, même si lui-même, ayant fait un mariage d'amour, avait épousé une roturière.
Son Journal (1892-1915) fourmille de détails sur la vie de ce qu'on appelait à l'époque « le grand monde », et le milieu du faubourg Saint-Germain que Proust a dépeint. Le comte de Gramont était l'ami intime du duc d'Orléans.

## Œuvre
- Comte Alfred de Gramont, L'Ami du prince : Journal inédit d'Alfred de Gramont 1892-1915, édité et présenté par Éric Mension-Rigau, Paris, Fayard, 2011.